# Friedrich Wilke (Politiker, 1855)

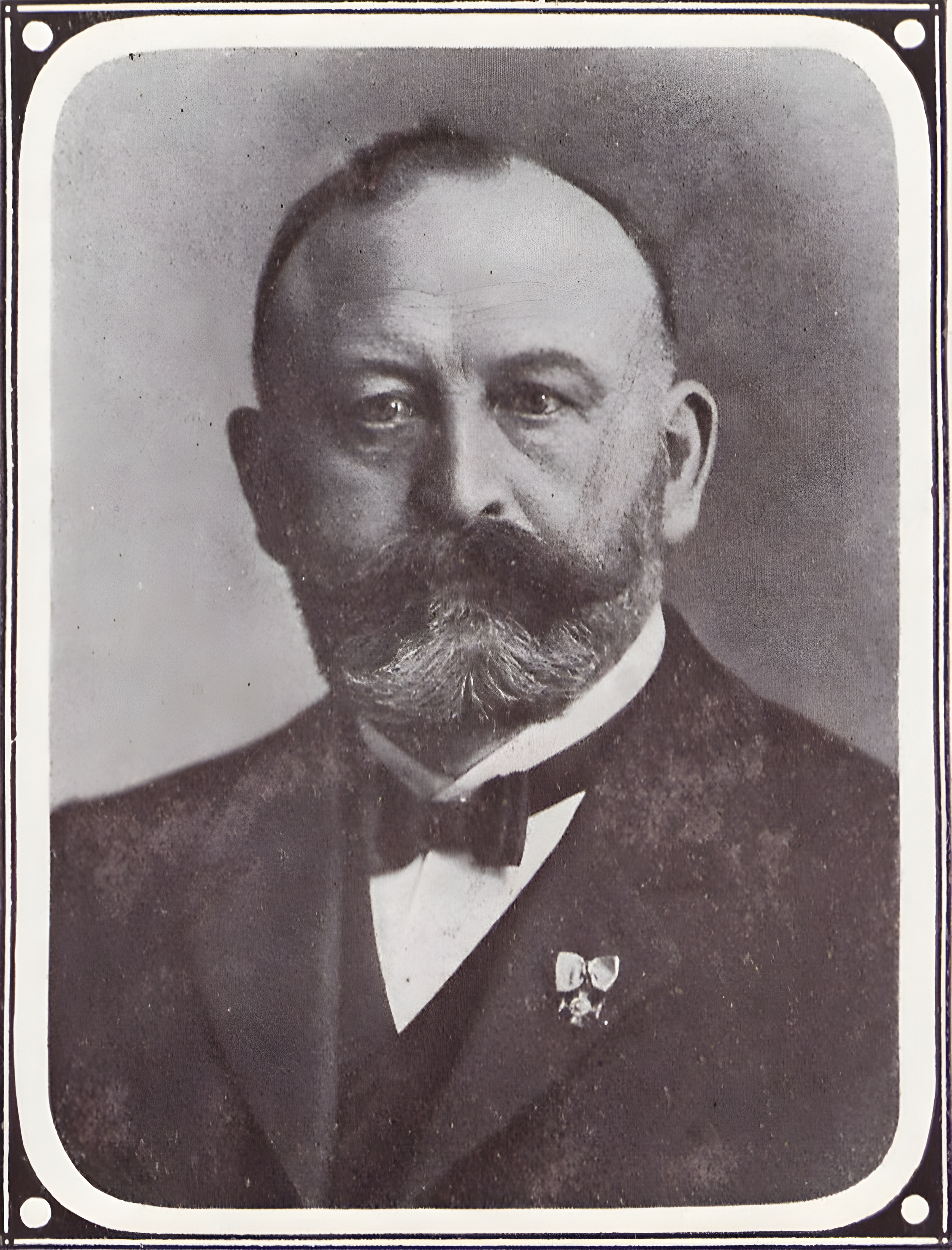
Friedrich Wilke
1906
Amts- und Gemeindevorsteher von Reinickendorf

Ernst August Heinrich Otto Friedrich Wilke (* 18. September 1855 in Gellmersdorf, Angermünde; † 17. Juni 1939 Reinickendorf) war ein deutscher Politiker und Verwaltungsbeamter. Er war Landtagsabgeordneter der Provinz Brandenburg sowie Amts- und Gemeindevorsteher der Gemeinde Reinickendorf. Wilke bekam später den Ehrentitel Bürgermeister verliehen.

## Leben
Wilke entstammte einem alten uckermärkischen Bauerngeschlecht. Seine Eltern waren der Bauerngutsbesitzer Ephraim Friedrich Wilke und dessen Ehefrau Charlotte Luise geb. Knaack. Friedrich Wilke wurde am 19. Oktober in Stolpe der evangelischen Konfession getauft.
Er wuchs in Gellmersdorf auf und besuchte dort zunächst die Dorfschule. Darauf anschließend die Stadtschule in Angermünde. Wilke begann seine berufliche Ausbildung 1871 auf dem Landratsamt Angermünde. Danach war er seit 1880 bei der Königlichen Regierung in Potsdam und darauf bei dem Kur- und Neumärkischen Ritterschaftlichen Kreditinstitut in Berlin tätig.
In die Reinickendorfer Verwaltung trat Wilke Am 1. Oktober 1882 als Amts- und Gemeindesekretär.
Im März 1884 verstarb Amtsvorsteher Wilhelm Schwarz (* 1841). Da keine Einigung über die Nachfolge für einen besoldeten Verwaltungsbeamten gefunden wurde, setze die Aufsichtsbehörde Friedrich Wilke als kommissarischer Gemeinde- und Amtsvorstehers sowie zum I. Sekretär und Bürovorsteher ein.
Durch das 1885 erbaute Amtshaus konnten im folgende die Amtsgeschäfte an einen festen Standort im Dorfkern (Alt-Reinickendorf 38) verlegt werden.
Am 10. April 1886 heiratete Friedrich Wilke (Dorfstraße Nr. 31) die Anna Marie Auguste geb. Müller (Dorfstraße Nr. 44). Auguste Müller war die Tochter des Bauerngutsbesitzers August Müller und der Caroline geb. Wilke. Ein weiterer Sohn dieses Ehepaares war der Erbauer Fritz Müller.

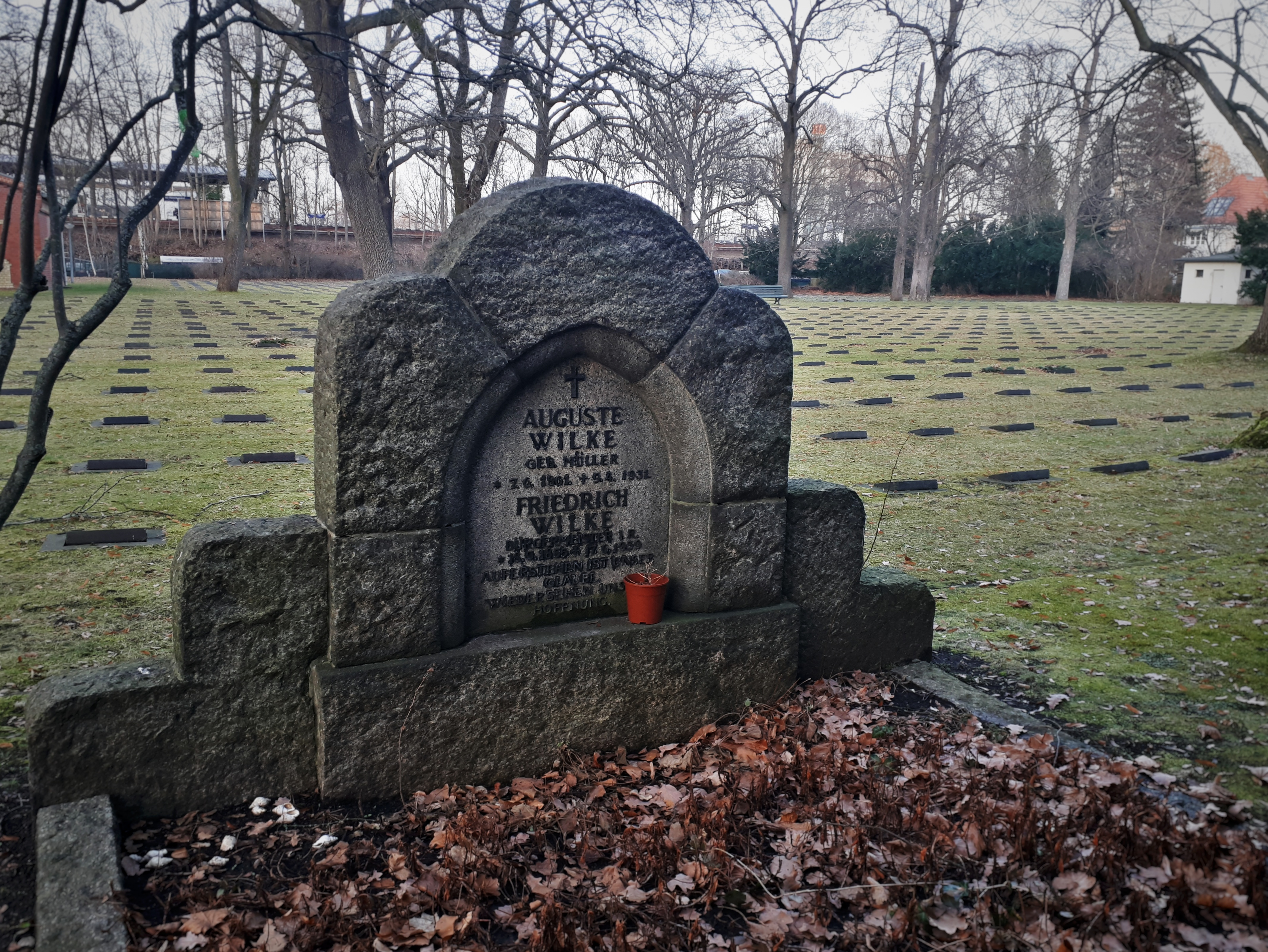
Ehrengrab von Friedrich Wilke(Kriegsgräberfriedhof Reinickendorf)

Infolge der Novemberrevolution setzte der Reinickendorfer Arbeiterrat im Dezember 1918 entgegen dem Beschluss des Vollzugsrat des Arbeiter- und Soldatenrates Groß-Berlin mit der Gemeindevertretung zusammenzuarbeiten diese und damit Friedrich Wilke aufgrund seiner konservativen Einstellung ab. Im weiteren Verlauf wurde die Verwaltung den übrigen Mitgliedern des Gemeindevorstand, dem Beigeordneten und dem Schöffen, übertragen. Nach seiner „Amtsenthebung“ trat Wilke im folgenden Jahr in den Ruhestand. Nach der Eingemeindung nach Groß-Berlin fungierte nach einer Wahlwiederholung im November 1921 Karl Reichhelm als Bezirksbürgermeister von Berlin-Reinickendorf.
Wilke wohnte bis an sein Lebensende als Privatier in dem um 1888 eigens erbauten Wohnhaus Emmentaler Straße 79 in Berlin-Reinickendorf (1965 abgerissen).  Er verstarb am 17. Juni 1939 um 8:30 Uhr in seiner Wohnung. Als Todesursache wirkte Herzmuskelschwäche.
In einem Nachruf wird Wilke persönlich sowie politisch wie folgt charakterisiert:

„Seine uckermärkische Art, fest und gerade durchzugehen, seine konservative Denkart hat ihm nanchem Gegner geschaffen; aber jeder mußte seine ungeheure Arbeitskraft, seine umfassende Kentnis aller, auch der entlegensten Verwaltungszweige, nicht minder seine Aufrichtigkeit und sein Gerechtigkeitsgefühl rühmen. – Die Volksmeinung äußerte sich so über ihn: „Unser Amtsvorsteher macht ja doch was er will. Der fragt nicht viel nach die Vertreter, ob wir die hinschicken oder nicht““

## Politisches Wirken
Während seiner Amtszeit von 1884 bis 1918 entwickelte sich die Gemeinde von einer Dorfgemeinde zu einem großstädtischen Vorort. In diesem Kontext wandelte sich auch die Bevölkerungsstruktur vor allem im Zusammenhang mit dem fortschreiten der Industrialisierung. Beispielhaft stehen dafür die sogenannten Millionenbauern. Eine große Veränderung war mitunter das ansiedeln großer Industriebetriebe, was zu höheren Steuereinnahmen führte.

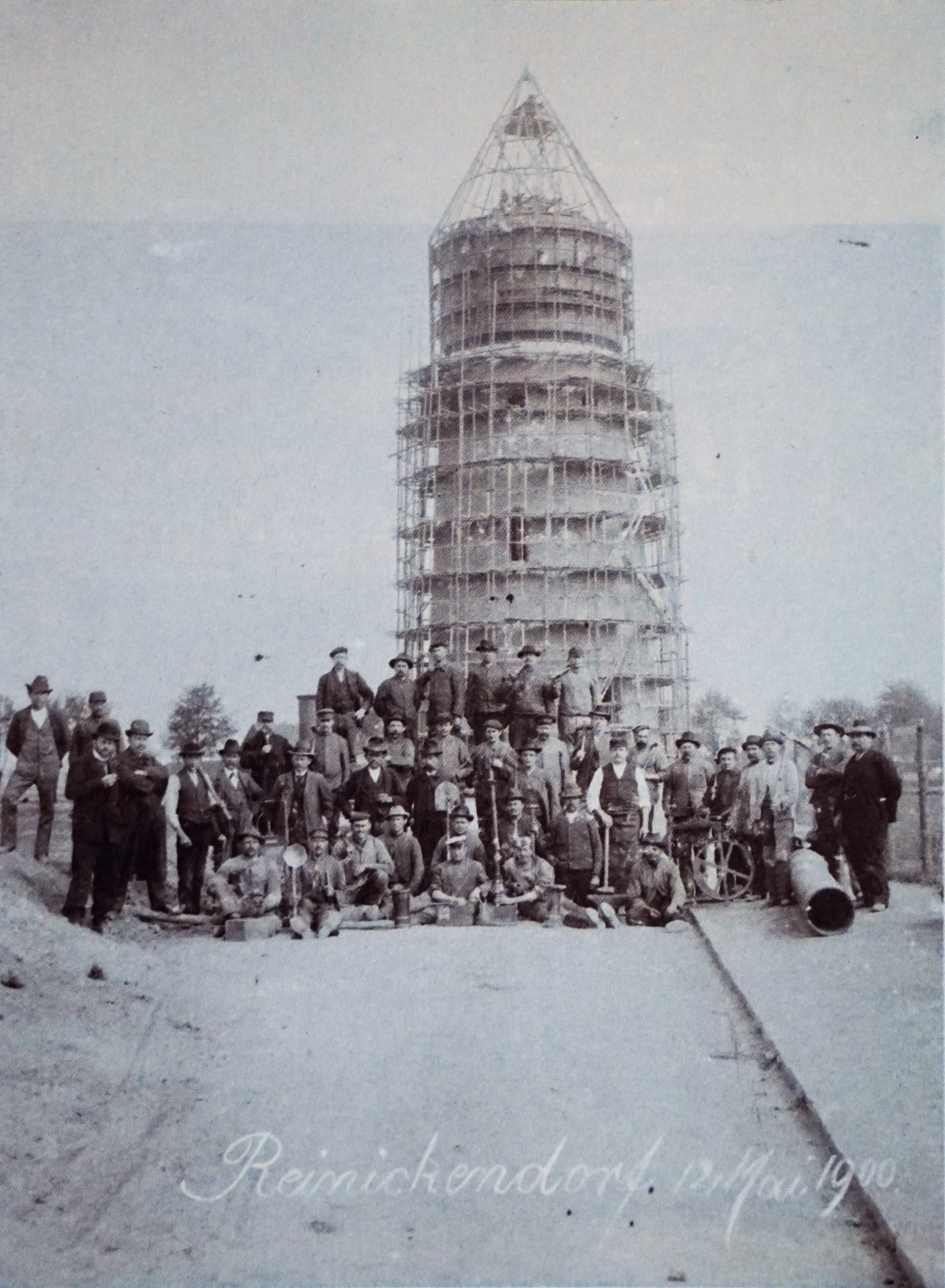
Wasserturm am HausotterplatzReinickendorf, 12. Mai 1900(Fertigstellung 1901)

Durch die stark wachsenden Bevölkerungszahl widmete sich Wilke dem benötigten Aufbau und Erhalt der Infrastruktur (Daseinsgrundfunktionen). Unter seiner Gemeindeleitung kam es zur Ausführung folgender Bauvorhaben:
- Aufbau der Kanalisation und Wasseranlagen zusammen mit der Gemeinde Wittenau
  - Wasserturm am Hausotterplatz
  - Tiefbrunnen in der Tegeler Heide
  - Rieselgut in Schönerlinde
- Bau von öffentlichen Bauwerken u. a.
  - Gemeindeschulen
    - 1. Gemeindeschule an der Lindauer Allee (heute: Paul-Löbe-Schule)
    - 2. Gemeindeschule an der Auguste-Viktoria-Allee (heute: Mark-Twain-Schule)
    - 3. Gemeindeschule an der Pankower Allee (heute: Reginhard-Grundschule)
    - 4. Gemeindeschule am Hausotterplatz (heute: Hausotter-Grundschule)
    - 5. Gemeindeschule

  - Armenhaus
  - Segenskirche
  - Gemeinde Industriebahn
- Straßenbahnverbindung nach Berlin
- der Ausbau der Straßen (Neubauten sowie Pflasterung der Straßen und Bürgersteige)
- die Verbesserung der Stromversorgung

## Kritik

### Schließung von Frauenvereinen
In dem Kontext der erstarkenden Frauenbewegung veranlasste Wilke mehrfach die Schließung von Frauenvereinen. So etwa 1894 die Schließung einer der ersten Frauenvereine wegen politischer Umtriebs:

„Sie werden hierdurch benachrichtigt, daß mir die Statuten und das
Mitgliederverzeichnis des Frauen- und Mädchen-Bildungsvereins Eintracht zugegangen
sind.
Gleichzeitig eröffne ich Ihnen, daß ich den Verein hiermit bis zur ergehenden
richterlichen Entscheidung schließe, da derselbe als ein politischer Verein erachtet
werden muß, und solcher nach dem Gesetz vom 11. März 1850 keine Frauen als
Mitglieder aufnehmen, geschweige denn überhaupt bloß aus Frauen bestehen kann.
Der Amtsvorsteher Wilke Reinickendorf, 15. Jan. 1894.“

### Kritik von Sozialdemokraten
Von Sozialdemokraten wird er für die Zensur der Vereinsprogramme der sozialdemokratischen Vereine kritisiert. Durch persönliche Auslegung der polizeilichen Bestimmung sowie des preußischen Vereinsrecht zensierte er die Vereinsprogramme so weitgehend, sodass Vereinsversammlungen nicht stattgefunden haben, da sie ansonsten gänzlich politisch uninteressant gewesen wären.

## Gerichtliche Auseinandersetzungen (Auswahl)

### 1898: Prozess gegen die Anlieger der Scharnweberstraße
Die Anlieger der Scharnweberstraße wurden unterschriftlich zu einer freiwilligen Beitragsleistung, die zu diesem Zeitpunkt noch nicht verpflichtend war, der Pflasterung der Scharnweberstraße veranlasst. Dies hingegen unter der Zusage des Amtsvorsteher, dass eine solche Zusage ungültig sei. Aus diesem Sachverhalt entwickelte sich eine Zivilprozess der Gemeinde Reinickendorf gegen die betroffenen Anlieger. In diesem leistete der Amtsvorsteher Wilke den Eid, dass er diese Aussage nicht gemacht habe. Sieben als Zeugen vernommene Anlieger widersprachen dem Eid des Amtsvorsteher Wilke und sagten aus, das dieser eine falsche Zusicherung gemacht habe. Letztendlich leistete der Amtsvorsteher einen gerichtlichen Eid und die Angeklagten wurden verurteilt die Pflasterungskosten der Scharnwerberstraße zu tragen. Die entgegengesetzten Zeugenaussagen der Anlieger bewertete das Zivilgericht als Irrtum der Wahrheitsbeweis wurde als misslungen angesehen.

### 1903: Beleidigungsprozess gegen den Maurer Hermann Matz
In Bezug der Beteiligung Friedrich Wilkes an Grundstückspekulationen bzw. Vermittlungen und der diesbezüglich mehrfachen Unterschlagung von Provisionen kam es zu mehren gerichtlichen Auseinandersetzung. In diesem Zusammenhang bezichtigte im Jahre 1903 der Maurer Hermann Matz Wilke als „Grundstücksvermittler“. Dieser ging unter dem Vorwand der Beleidigung gerichtlich gegen diesen vor. Der Maurer Hermann Matz warf Wilke ferner vor, Jagdpachtgelder zu unterschlagen.
Das Gerichtsurteil sprach den Maurer Hermann Matz frei und attestierte die Wahrnehmung berechtigter Interessen. Die Strafanwaltschaft erkannte hingegen eine beleidigende Absicht des Maurers und forderte eine Gefängnisstrafe von zwei Wochen.

### 1907: Beleidigungsprozess gegen den Schlächtermeister Karl Weber
Gegen den Schlächtermeister Karl Weber führte der Amtsvorsteher 1907 einen Beleidigungsprozess, ausgehend von Aussagen, die dieser in einer Sitzung am 9. Oktober 1906 des Westlichen Bezirksvereins der Grundbesitzer von Reinickendorf gegen Wilke gemacht habe. Diese nehmen u. a. Bezug auf die Auseinandersetzung bezüglich der Pflasterkosten der Scharnweberstraße aus dem Jahre 1898 sowie auf der Beteiligung des Amtsvorstehers an Grundstücksspekulation.
Aus diesen Angelegenheiten entstand wiederum in der Sitzung am 9. Oktober 1906 des Grundbesitzer Vereins eine lebhafte Debatte, in welcher der Schlächtermeister Karl Weber die Aussage tätigte, dass der Amtsvorsteher als Schmuggler an die russische Grenze gehöre (Bezogen auf die Grundstücksspekulation des Amtsvorstehers). Ferner warf er in der Sitzungsdebatte dem Amtsvorsteher Wilke der Ableistung eines Meineides in Bezug (Bezogen auf den Prozess der Pflasterung der Scharnweberstraße), der Unterschlagung von Jagd- und Armengelder, dem Verschwinden lassen von Aktenstücken sowie der illegalen Provisionsgeschäfte. Das Gericht erkannten den versuchten Wahrheitsbeweis des Meineides des Amtsvorstehers aufgrund des Prozesses aus Jahre 1898 gegen die Anlieger der Scharnweberstraße als missglückt.
Der Rechtsanwalt Bayn des Angeklagten Weber erklärte die Beleidigenden Aussagen mit der gereizten Stimmung des Schlächtermeister gegenüber dem Amtsvorsteher, welche aus vorherig gegen ihn verhangenen Polizeistrafen wegen Übertretungen, sowie aus Gerüchten und der Tatsache der Beteiligung des Amtsvorsteher an Grundstücksspekulation in der Gemeinde beruhen. Der Angeklagte wurde vom Zivilgericht unter der Straftat der schweren Beleidigung zu einer Gefängnisstrafe von einem Monat verurteilt. Dem Amtsvorsteher wurde ferner eine die Erlaubnis erteilt, das Urteil im Reinickendorfer Generalanzeiger zu veröffentlichen.

### 1909: Beleidigungsprozess gegen den Eigentümer Mecus
Nach einem Strafmandat durch den Amt- und Gemeindevorsteher Wilke an den Eigentümer Mecus wandte sich dieser mit einem Brief an ihn. In jenem machte er dem Amtsvorsteher Wilke mehrere Vorwürfe. So soll er in einem Fall dem Eigentümer Banselow polizeiwidrige Handlung gestatten haben, in einem anderen Fall hätte er unvorschriftsmäßige Ausschachtungen bei dem Nachbargrundstück des Eigentümer Mecus zugelassen. Weiter wirft Mecus Wilke vor einem Mädchen, welches auf dem Gemeindebüro vernommen wurde, ins Gesicht geschlagen zu haben. In dieser Hinsicht bezeichnete der Eigentümer Mecus den Amtsvorsteher Wilke als Rowdie.
Infolgedessen kam es vor dem Schöffengericht Berlin-Wedding zu einem Prozess wegen des Tatbestands der Beleidigung. In diesem untermauerte der Eigentümer Mecus die Wahrheit seiner Vorwürfe. Als einziger Zeuge wurde der Amtsvorsteher selbst vernommen. Dieser behauptete, dass er sich nicht mehr an Einzelheiten besinnen könne, da diese sehr lange zurücklägen. In dieser Hinsicht widersprach er dem ersten Vorwurf der Amtsbeeinflussung sowie dem zweiten Vorwurf der Umgehung von polizeilichen Vorschriften. Er behauptet ferner, dass er persönlich für Einhaltung jener Vorschriften gesorgt habe. Dem dritten Vorwurf der Gewaltauseinandersetzung mit dem Mädchen bei einem Verhör auf dem Gemeindebüro stimmte er zu. Er erklärte, dass sich dieser Vorfall vor 16 Jahren (ca. im Jahre 1893) ereignet hat.
Zu weiteren in dem Brief erhobenen Vorwürfen ging das Gericht nicht ein. Das Gericht erkannte im Urteil die Bezeichnung als Rowdie als eine sehr schwere Beleidigung an. Es hielt ihm jedoch seine Verworrenheit zu gute und, dass dieser keine geringe Bildung habe. Das Gericht verurteilte den Eigentümer Mecus zu 2 Monaten Gefängnisaufenthalt.

## Sonstige Tätigkeiten
- Gründer des Männer-Turnverein (Reinickendorf)

- 1912  Landtagsabgeordneter der Provinz Brandenburg.[17]

## Ehrungen
- 1897: Königlicher Kronen-Orden der IV. Klasse[18]
- 1905: Ehrentitel Bürgermeister
- 1910: Königlicher Kronen-Orden der  III. Klasse
- Namensgebung der Wilkestraße (seit 1937 Emmentaler Straße)[19]
- Ehrengrab des Landes Berlin auf dem heutigen Kriegsgräberfriedhof Reinickendorf.